# ピエール・ブラザ

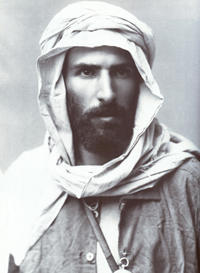
ピエール・ブラザ

ピエール・ポール・フランソワ・カミーユ・サヴォルニャン・ド・ブラザ（Pierre Paul François Camille Savorgnan de Brazza, 1852年1月26日 - 1905年9月14日）はイタリア系フランス人の探検家。イタリア名はピエトロ・パウロ・サヴォルニャン・ディ・ブラッツァ (Pietro Paolo Savorgnan di Brazza) 。現在のコンゴ共和国の首都であるブラザヴィル そして霊長類の一種ブラッザグエノンは彼の名にちなんでいる。
イタリアのカステル・ガンドルフォで生まれ、後にフランスへ帰化する。パリ地理学会の支援により、1880年にはオゴウェ川流域からコンゴ川流域を探検し、コンゴ川西岸地域の諸首長と保護条約を結んで一帯をフランスの勢力下におき、中部アフリカのフランスによる植民地化に重要な役割を担った。1905年にダカールで赤痢のため急死し、国葬の後ペール・ラシェーズ墓地に埋葬されたが、夫人の手によりアルジェに改葬された。
2005年には、フランスの援助によりブラザヴィルに新たな霊廟が建設され、翌2006年にブラザの遺体は妻子とともに再埋葬された。